# Pseudomesauletes fulvescens
Pseudomesauletes fulvescens là một loài bọ cánh cứng trong họ Rhynchitidae. Loài này được Voss miêu tả khoa học năm 1936.